# Pharmacis
Pharmacis är ett släkte av fjärilar som beskrevs av Jacob Hübner 1820. Pharmacis ingår i familjen rotfjärilar.
Släktet innehåller bara arten Pharmacis fusconebulosa.

## Bildgalleri

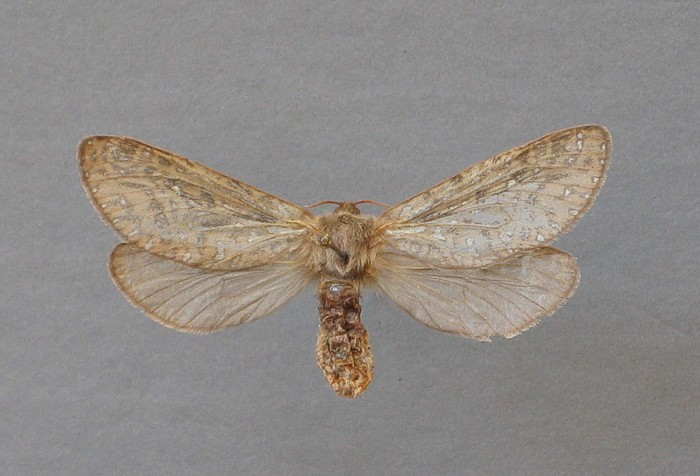
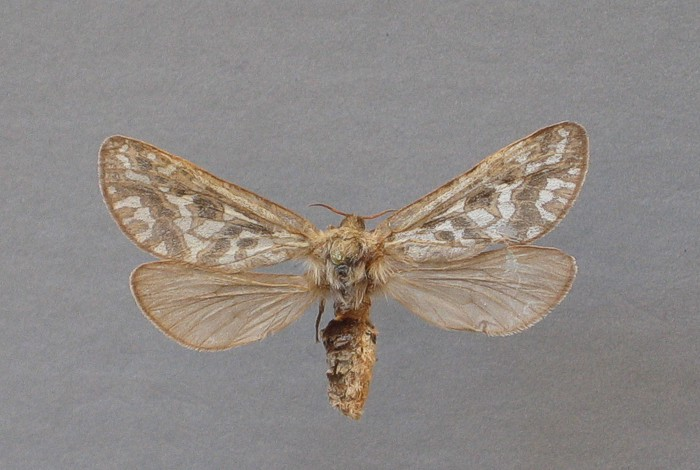
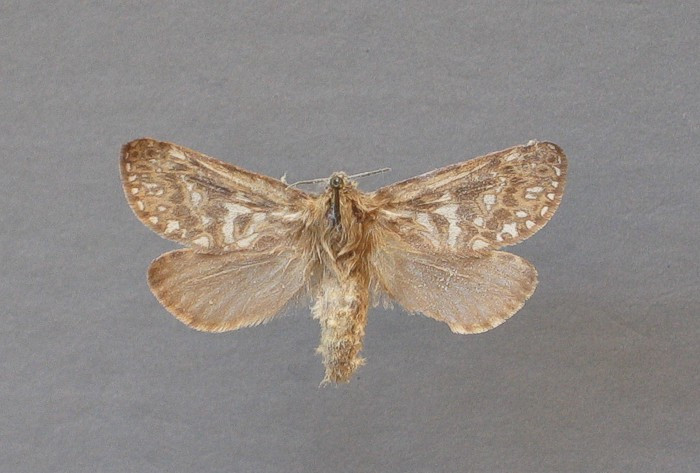
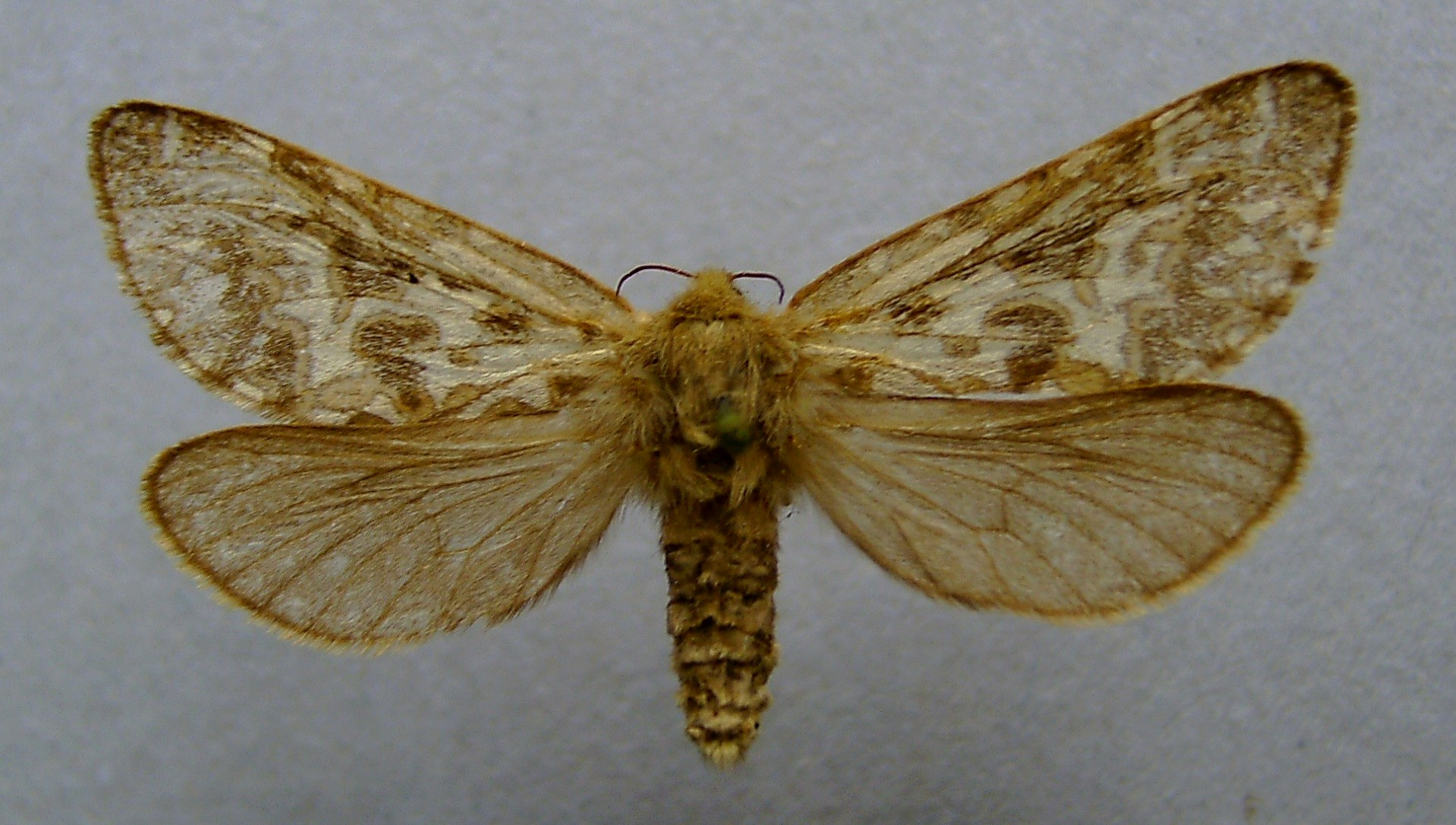
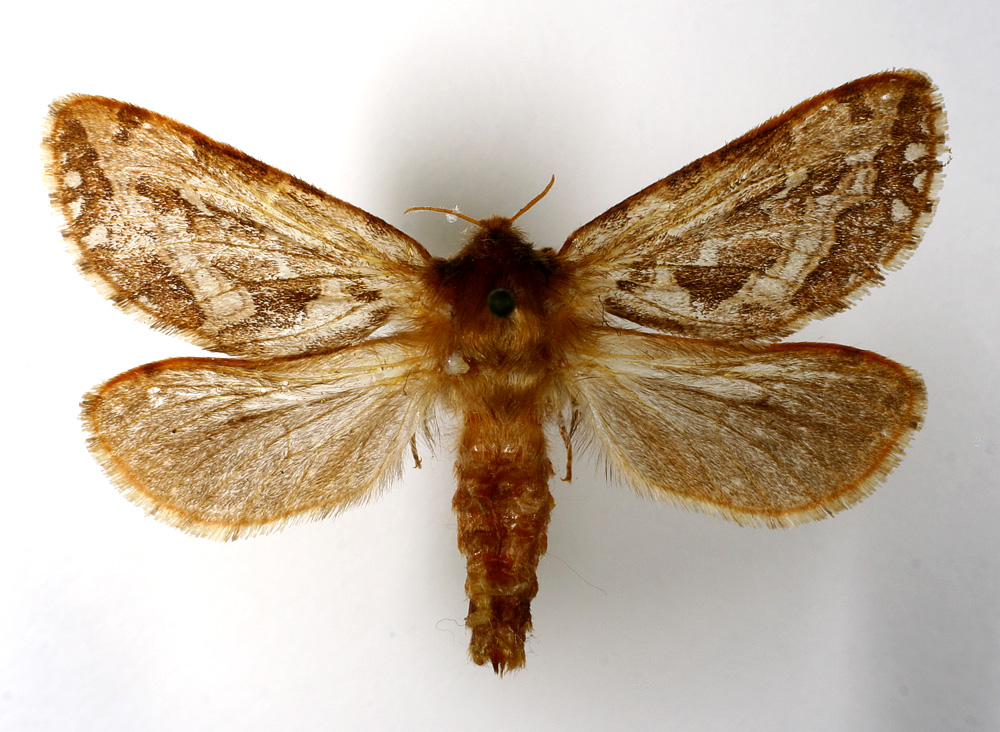
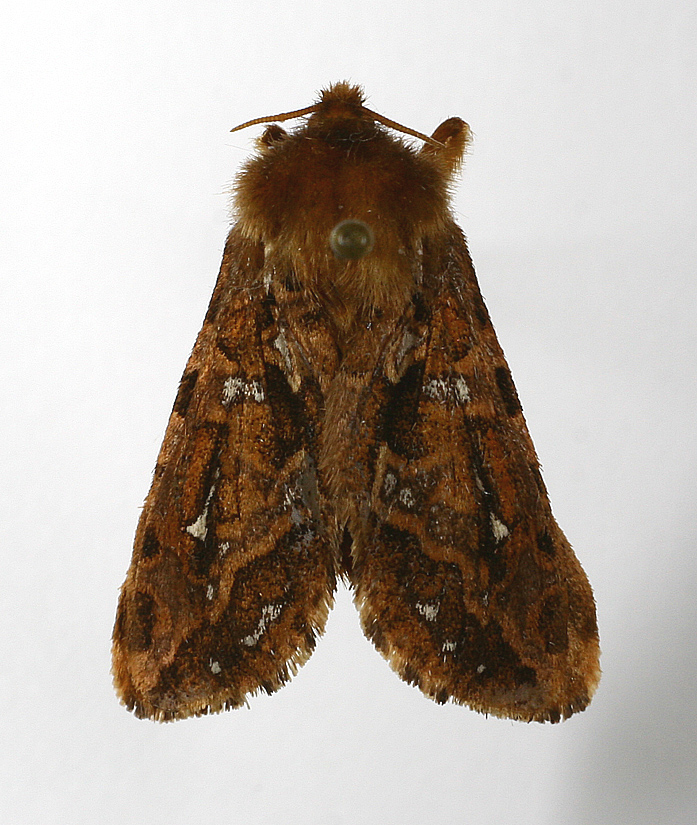